# Symphylella essigi
Symphylella essigi är en mångfotingart som beskrevs av Michelbacher 1939. Symphylella essigi ingår i släktet findvärgfotingar, och familjen slankdvärgfotingar. Inga underarter finns listade i Catalogue of Life.